# Sullens
Sullens est une commune suisse du canton de Vaud, située dans le district du Gros-de-Vaud. Citée dès 1180, elle fait partie du district de Cossonay de 1803 à 2007. La commune est peuplée de 1 168 habitants en 2022. Son territoire, d'une surface de 3,92 km2, se situe dans la région du Gros-de-Vaud.

## Géographie

### Situation

Photo aérienne (1949).

Le territoire de Sullens s'étend sur 3,92 km2. Lors du relevé de 2013-2018, les surfaces d'habitations et d'infrastructures représentaient 16,4 % de sa superficie, les surfaces agricoles 70,6 %, les surfaces boisées 12,8 % et les surfaces improductives 0,0 %.
Situé sur le plateau doucement vallonné du Gros-de-Vaud, le territoire communal s'étend depuis le fond de la vallée de la Venoge à l'est jusqu'au vaste plateau de Sullens qui culmine à 605 mètres d'altitude, point le plus haut de la commune. Au sud-est, la frontière est marquée par le bois du Dévin et le cours de la Chamberonne, alors qu'au sud se trouve le bois Bahud.
Légèrement à l'extérieur du village de Sullens, la commune compte deux zones de lotissements de logements modernes.

### Transports
Une entrée de l'autoroute A1, qui mène à Lausanne et Yverdon-les-Bains, se trouve entre le territoire de Sullens et celui de Bournens. Au niveau des transports en commun, Sullens fait partie de la communauté tarifaire vaudoise Mobilis. Le bus de CarPostal reliant Cossonay-Gare à Cheseaux-sur-Lausanne s'arrête dans la commune. Elle est également desservie par les bus sur appel Publicar, qui sont aussi un service de CarPostal.

## Histoire
La première mention du village de Sullens date de 1180 et provient d'un document restituant des biens à l'Abbaye de Saint-Maurice. Après l'invasion bernoise de 1536, le village est établi en seigneurie et rejoint de bailliage de Morges ; il fut donné par les autorités à plusieurs familles locales, parmi lesquelles les Charrière entre 1665 et 1692.

## Politique
Lors des élections fédérales suisses de 2011, la commune a voté à 42,36 % pour l'Union démocratique du centre. Les deux partis suivants furent le Parti socialiste suisse avec 18,40 % des suffrages et les Verts avec 13,77 %.
Lors des élections cantonales au Grand Conseil de mars 2011, les habitants de la commune ont voté pour l'Union démocratique du centre à 33,62 %, le Parti libéral-radical à 30,12 %, le Parti socialiste à 14,60 %, les Verts à 10,85 % et l'Alliance du centre à 10,81 %.
Sur le plan communal, Sullens est dirigé par une municipalité formée de 5 membres et dirigée par un syndic pour l'exécutif et un Conseil communal, composé de 45 élus, dirigé par un président et secondé par un secrétaire, pour le législatif.

## Population et société

### Gentilé et surnom
Les habitants de la commune se nomment les Sullanais.
Ils sont surnommés les Herbes ou les Herbettes (ce sobriquet serait une allusion au fait que les habitants mangeaient de nombreux végétaux).

### Démographie

#### Évolution de la population
Sullens compte 1 168 habitants au 31 décembre 2022 pour une densité de population de 298 hab/km2. Sur la période 2010-2019, sa population a augmenté de 21,1 % (canton : 12,9 % ; Suisse : 9,4 %).  

#### Pyramide des âges
En 2020, le taux de personnes de moins de 30 ans s'élève à 33,4 %, au-dessous de la valeur cantonale (35 %). Le taux de personnes de plus de 60 ans est quant à lui de 23,1 %, alors qu'il est de 21,9 % au niveau cantonal.
La même année, la commune compte 527 hommes pour 515 femmes, soit un taux de 50,6 % d'hommes, supérieur à celui du canton (49,1 %).
| Hommes | Classe d’âge | Femmes |
| ------ | ------------ | ------ |
| 0,2    | 90 ans ou +  | 1,0    |
| 6,5    | 75 à 89 ans  | 8,0    |
| 15,2   | 60 à 74 ans  | 15,3   |
| 22,2   | 45 à 59 ans  | 23,1   |
| 22,6   | 30 à 44 ans  | 19,2   |
| 14,4   | 15 à 29 ans  | 15,7   |
| 19,0   | - de 14 ans  | 17,7   |

| Hommes | Classe d’âge | Femmes |
| ------ | ------------ | ------ |
| 0,5    | 90 ans ou +  | 1,4    |
| 6,1    | 75 à 89 ans  | 8,2    |
| 13,3   | 60 à 74 ans  | 14,3   |
| 21,5   | 45 à 59 ans  | 21,2   |
| 22,0   | 30 à 44 ans  | 21,4   |
| 19,6   | 15 à 29 ans  | 18,0   |
| 16,9   | - de 14 ans  | 15,5   |

#### Langues et religions
En 2000, la langue la plus parlée est le français, avec 725 personnes (87,9 %). La deuxième langue est l'allemand (6,9 %). Sur le plan religieux, la communauté protestante est la plus importante avec 448 personnes (54,3 %), suivie des catholiques (231 ou 28 %). 92 personnes (11,2 %) n'ont aucune appartenance religieuse.

### Vie locale
Plusieurs clubs ou associations sont actifs à Sullens, dont un chœur mixte, des clubs de gymnastique, de handball et de pétanque. La commune compte également une association de dames paysannes ainsi qu'une jeunesse.

## Économie
Jusqu'à la seconde moitié du XXe siècle, l'activité économique communale était principalement tournée vers l'agriculture, et l'arboriculture fruitière. Depuis quelques décennies cependant, ces activités ne représentent plus qu'un rôle mineur dans la structure de l'emploi de la population, le village s'étant développé comme quartier résidentiel pour des personnes travaillant principalement dans la région lausannoise ; cette transformation s'est accompagnée par la création de plusieurs petites entreprises de service et d'un garage. La commune compte également une auberge et une boulangerie.

## Patrimoine bâti

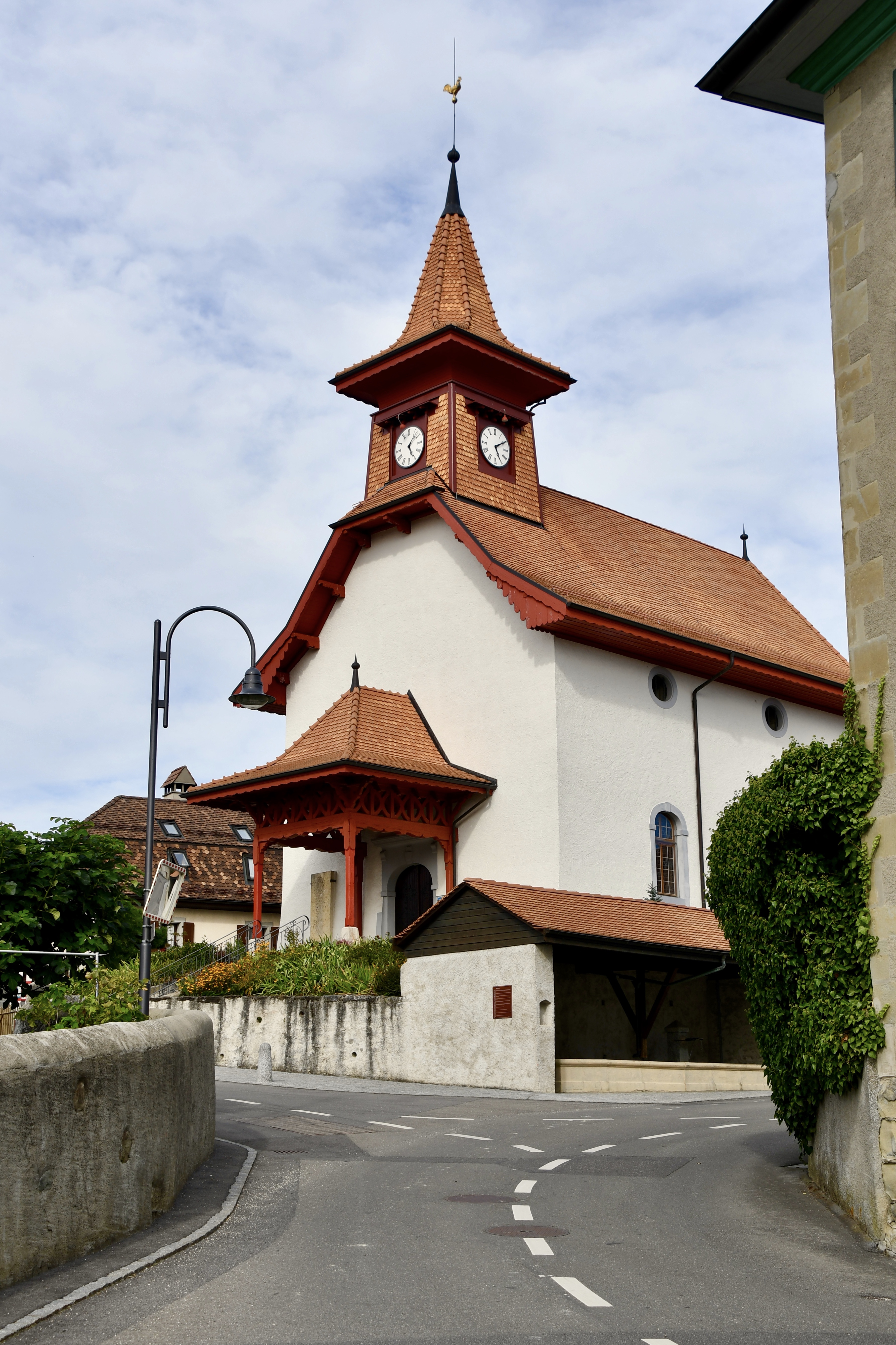
Vue du temple de Sullens.

Le temple de Sullens, datant de 1713 et abritant un grenier, de même que la fontaine, le château et la grange attenant sont inscrits comme biens culturels d'importance régionale dans la liste cantonale dressée en 2009.